# سپیده جندقی
سپیده جندقی (زادهٔ اسفند ۱۳۶۱) خواننده و نوازندهٔ سه‌تار است.

## زندگی
سپیده جندقی در اسفند ۱۳۶۱ در تهران به دنیا آمد. به گفته خودش:«از دوران دبستان چیزهایی می خواندم در دبیرستان هم جزو گروه همخوانان بودم و در حفظ تصانیف کوشش می کردم اما به‌طور رسمی، یک بار کاری از خانم پریسا شنیدم (تصنیف آسمان) که خیلی مرا جذب کرد و تصمیم گرفتم هر طور شده، نزد ایشان جهت آموزش دیدن بروم متأسفانه ایشان در آن موقع برای کنسرت به کشور کانادا رفته بودند»

وی یکی از شاگردان برجسته پریسا است و از سال ۱۳۸۵ نزد او آواز ایرانی را آموخته است.

سه تار را نزد آقایان حسن اسدی و حشمت عطایی و مجید بهشتی آموخته است و نزد جعفر صالحی ردیف دستگاهی را آموخته است.
او اکنون در یکی از آموزشگاه های آواز در تهران مدرس آواز است.

سپیده جندقی که در ایران زندگی می کند یکی از منتقدین سرسخت ممنوعیت آواز خواندن زنان در ایران است، او در گفتگو با وبسایت کمپین حقوق بشر در ایران،تلویزیون بی بی سی فارسی و شبکه تلویزیونی France 24 اعتراض خود را ابراز داشته است.

سپیده جندقی که خواننده و فارغ التحصیل رشته آواز ایرانی از دانشگاه علمی کاربردی در ایران است در مصاحبه با وبسایت کمپین حقوق بشر در ایران در خصوص محدودیت و محرومیت‌های نوازنده‌ها و خواننده‌های زن در ایران گفت: «کار من خوانندگی آواز ایرانی است که هیچ وقت اجازه نداشته‌ام کار کنم مگر اینکه زیر صدای یک خواننده مرد بخوانیم که من هیچ وقت نخواستم چنین کاری بکنم. برای چنین چیزی هم اجازه نمی‌دهند یک نفر خانم همخوانی کند و حتماً باید دو همخوان خانم باشند و باید هم حتماً قید شود همخوان خانم. یعنی خانم‌ها را نمی‌توانند به عنوان خواننده بنویسند و فقط با عنوان همخوان می‌توان در بروشورها نوشت. مگر اینکه کنسرت مخصوص بانوان باشد که البته برای این کنسرت‌ها هم معمولاً اجازه پخش بروشور نمی‌دهند.»

## آثار

### تک‌آهنگ
| ردیف | نام آهنگ       | ترانه‌سرا        | آهنگ ساز       | تنظیم‌کننده   | ناشر             | سال انتشار |
| ---- | -------------- | --------------- | -------------- | ------------ | ---------------- | ---------- |
| ۱    | به کنارم بنشین | رهی معیری       | مهدی خالدی     |              | Navahang Records | ۱۳۹۵       |
| ۲    | گر بود عمر     | حافظ            | باربد          | باربد        | Navahang Records | ۱۳۹۶       |
| ۳    | شمع شبانه      | معینی کرمانشاهی | مجید وفادار    | امین دماغ گل | Navahang Records | ۱۳۹۶       |
| ۴    | یار خراباتی    | حافظ            | باربد          | باربد        | Navahang Records | ۱۳۹۶       |
| ۵    | بهار نیکوان    | مولانا          | باربد          | باربد        | Navahang Records | ۱۳۹۷       |
| ۶    | نگار گلعذار    | ملک الشعرا بهار | مرتضی نی داوود | مهران مهرنیا | Navahang Records | ۱۳۹۷       |
| ۷    | خیال وصل       | حافظ            | باربد          | باربد        | Navahang Records | ۱۳۹۷       |
| ۸    | ماه مطرب       | حافظ            | باربد          | باربد        | Navahang Records | ۱۳۹۷       |
| ۹    | شب هجران       | حافظ            |                | امین گل      | Navahang Records | ۱۳۹۷       |
| ۱۰   | شیدایی         | حافظ            | ارشک رفیعی     | ارشک رفیعی   | Navahang Records | ۱۳۹۷       |
| ۱۱   | مقام صبر       | حافظ            | باربد          | باربد        | Navahang Records | ۱۳۹۷       |
| ۱۲   | نوروز          | حافظ            | باربد          | باربد        | Navahang Records | ۱۳۹۸       |
| ۱۳   | لیلی و مجنون   | نظامی - سعدی    |                | امین گل      | Navahang Records | ۱۳۹۸       |
| ۱۴   | دلارام         | مولانا          | جانا ارژنگ     | ارشک رفیعی   | Navahang Records | ۱۳۹۸       |
| ۱۵   | قاصدک          | مهدی اخوان ثالث | باربد          | باربد        | Navahang Records | ۱۳۹۹       |